# Comarostaphylis diversifolia
Comarostaphylis diversifolia är en ljungväxtart som först beskrevs av Charles Christopher Parry, och fick sitt nu gällande namn av Edward Lee Greene. Comarostaphylis diversifolia ingår i släktet Comarostaphylis, och familjen ljungväxter.

## Underarter
Arten delas in i följande underarter:
- C. d. diversifolia
- C. d. planifolia

## Bildgalleri

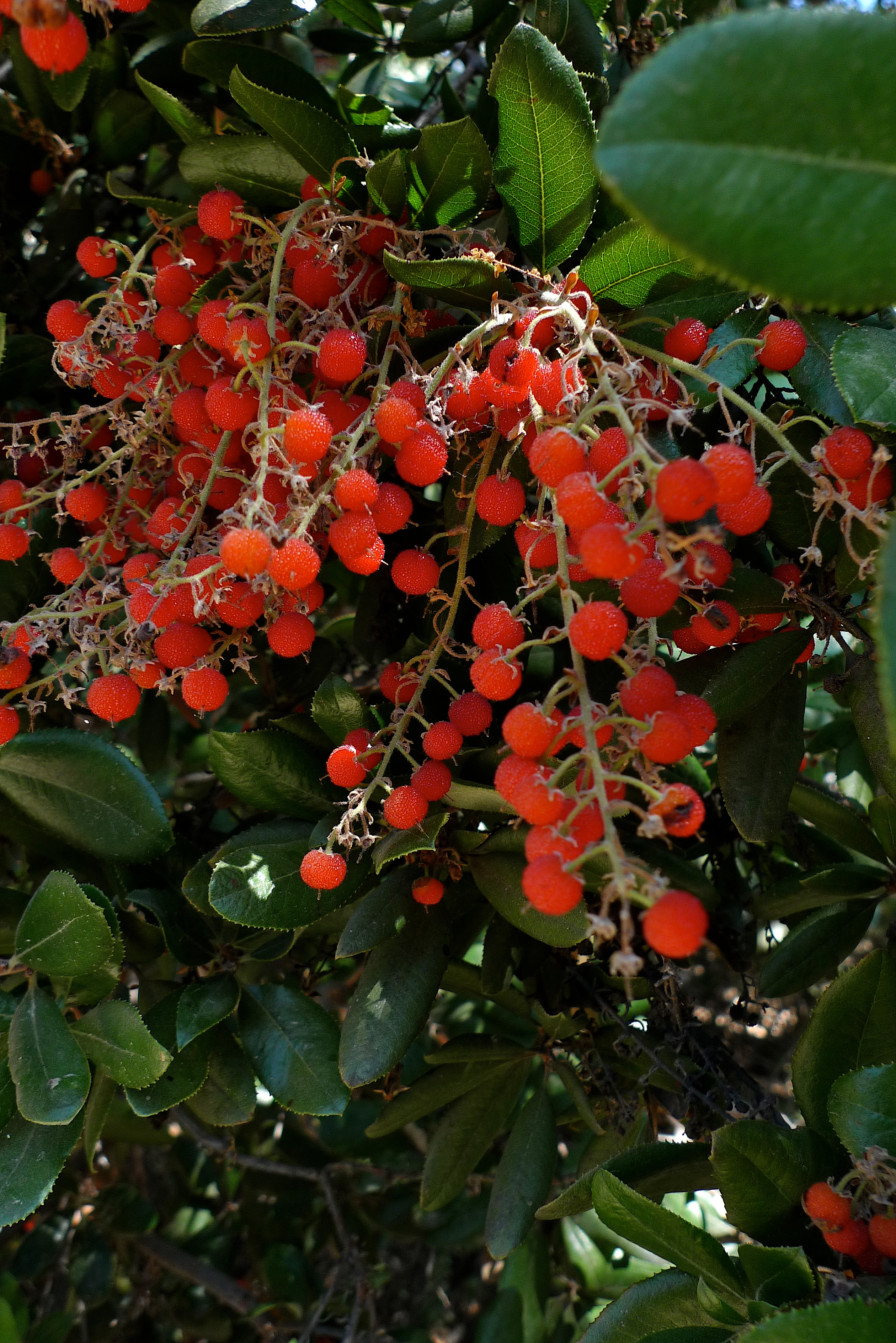
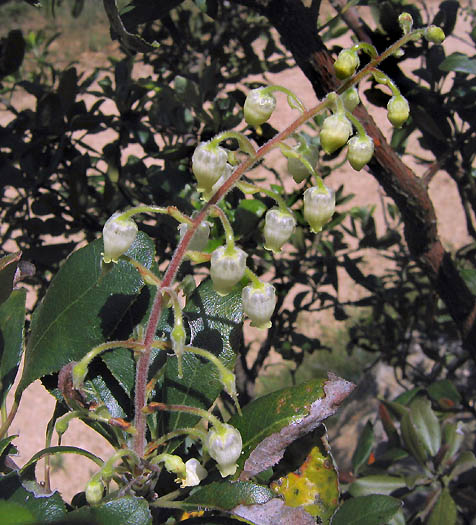